# Asthenargus major
Asthenargus major är en spindelart som beskrevs av Holm 1962. Asthenargus major ingår i släktet Asthenargus och familjen täckvävarspindlar.
Artens utbredningsområde är Kenya. Inga underarter finns listade.